# کانخایار
کانخایار (به اسپانیایی: Canjáyar) دهستانی در استان آلمریای اسپانیا است.
در این دهستان ۱۵۰۶ نفر زندگی می‌کنند. مساحت این دهستان ۶۷٫۰۸ کیلومتر مربع است.